# Variable Verdichtung
Variable Verdichtung bezeichnet eine Technologie, die helfen kann, den Kraftstoffverbrauch von Verbrennungsmotoren zu verringern. In der Fachwelt hat sich die Bezeichnung VCR (variable compression ratio) etabliert. Bei einem Motor mit VCR-Technologie kann das Verdichtungsverhältnis während des Betriebs gezielt verändert werden. Man unterscheidet zwischen VCR-Motoren mit einem kontinuierlich einstellbaren Verdichtungsverhältnis und VCR-Motoren mit einem zweistufig einstellbaren Verdichtungsverhältnis. Obwohl an der VCR-Technologie seit Jahren intensiv geforscht und entwickelt wird, konnte sie lange keinen Einzug in die Serienfertigung finden. In Wien präsentierte der japanische Automobilhersteller Infiniti im April 2017 schließlich den weltweit ersten Großserienmotor mit variabler Verdichtung. Dieser kommt als erstes in der zweiten Generation des Infiniti QX50, die erstmals auf der LA Auto Show im November 2017 vorgestellt wurde, zum Einsatz. Die sechste Generation des Nissan Altima folgte im Herbst 2018.

## Hintergrund
Bei konventionellen Verbrennungsmotoren wird das Verdichtungsverhältnis durch die Gestaltung der Motorbauteile bestimmt und stellt damit einen unveränderbaren Parameter dar. Für den Motorarbeitsprozess ist dieser Parameter von zentraler Bedeutung. Der Konstrukteur sollte das Verdichtungsverhältnis zur Erreichung hoher Wirkungsgrade grundsätzlich so hoch wie möglich wählen.
Je nach Arbeitsprozess, verwendetem Kraftstoff und Betriebspunkt treten jedoch Phänomene auf, die bei der Dimensionierung des Verdichtungsverhältnisses berücksichtigt werden müssen. Beim Ottomotor kann bei Betrieb mit hoher Last das Phänomen der klopfenden Verbrennung auftreten. Zur Unterdrückung dieses motorschädigenden Phänomens können verschiedene Maßnahmen ergriffen werden. Gängige Praxis ist es, den Zündzeitpunkt ausgehend von der wirkungsgradgünstigsten Einstellung nach „spät“ zu verschieben. Durch die spätere Wärmefreisetzung verringert sich der Motorwirkungsgrad. Insbesondere bei aufgeladenen Ottomotoren ist diese Maßnahme alleine aber oftmals nicht ausreichend. Zur Darstellung hoher Drehmomente muss daher auch noch zusätzlich das Verdichtungsverhältnis entsprechend niedrig gewählt werden. Dies führt dazu, dass der Wirkungsgrad eines aufgeladenen Ottomotors in der Teillast üblicherweise niedriger ist, als der eines hubraumgleichen Saugmotors mit entsprechend höherer Verdichtung. Bei einem VCR-Motor kann das Verdichtungsverhältnis an den jeweiligen Betriebspunkt angepasst werden. Bei Betriebspunkten, bei denen Klopfen auftritt, wird ein entsprechend niedriges Verdichtungsverhältnis eingestellt, während bei allen klopffreien Betriebspunkten ein entsprechend höheres Verdichtungsverhältnis eingestellt wird.

## Konstruktionen
Die zunächst als sehr naheliegend erscheinende Idee das Kompressionsvolumen durch Zusatzvolumina im Zylinderkopf zu variieren, ist unter Berücksichtigung der geometrischen Gegebenheiten moderner Viertaktmotoren mit Vierventiltechnik praktisch nicht sinnvoll anwendbar. Vor diesem Hintergrund beruhen alle neueren Konzepte auf einer Variation des Kompressionsvolumens durch Variation der Kolbenposition im oberen Totpunkt (OT).
Variable Verdichtung bei Verbrennungsmotoren war bereits Ende des 19. Jahrhunderts bekannt. Der deutsche Ingenieur Rudolf Diesel beschreibt in seinem Werk Die Entstehung des Dieselmotors, dass im Herbst 1898 im Rahmen einer Reparaturmaßnahme an einem Vorführdieselmotor „eine Einrichtung getroffen [wurde], die durch Verstellung der Kolbenstange den Kompressionsraum zu verändern gestattete.“

### Unkonventionelle Kurbeltriebe
Bei den VCR-Systemen dieser ersten Gattung kommen unkonventionelle Kurbeltriebe zum Einsatz. Es existieren verschiedene getriebetechnische Ausprägungen, meist unter Verwendung mehrgliedriger Pleuel. Allen Systemen gemeinsam ist eine gegenüber dem Kurbelgehäuse verlagerbare Abstützung. Durch Verlagerung dieser Abstützung wird die Hubkinematik des Kurbeltriebes beeinflusst, wodurch das Verdichtungsverhältnis meist kontinuierlich verstellt werden kann.

#### Multi-Link
Beim Multi-Link-System erfolgt die Kraftübertragung vom Kolben auf den Kurbelzapfen über eine zweiteilige Pleuelstange. Über eine weitere Pleuelstange ist dieses auch als Knickpleuel bezeichnete Pleuel mit dem Kurbelgehäuse gelenkig verbunden. Die Verlagerung dieses kurbelgehäuseseitigen Gelenkpunktes erfolgt mittels einer Exzenterwelle. Sowohl Daimler als auch Nissan haben Versuchsmotoren mit einem Multi-Link-Kurbeltrieb entwickelt und erprobt.

#### MCE-5

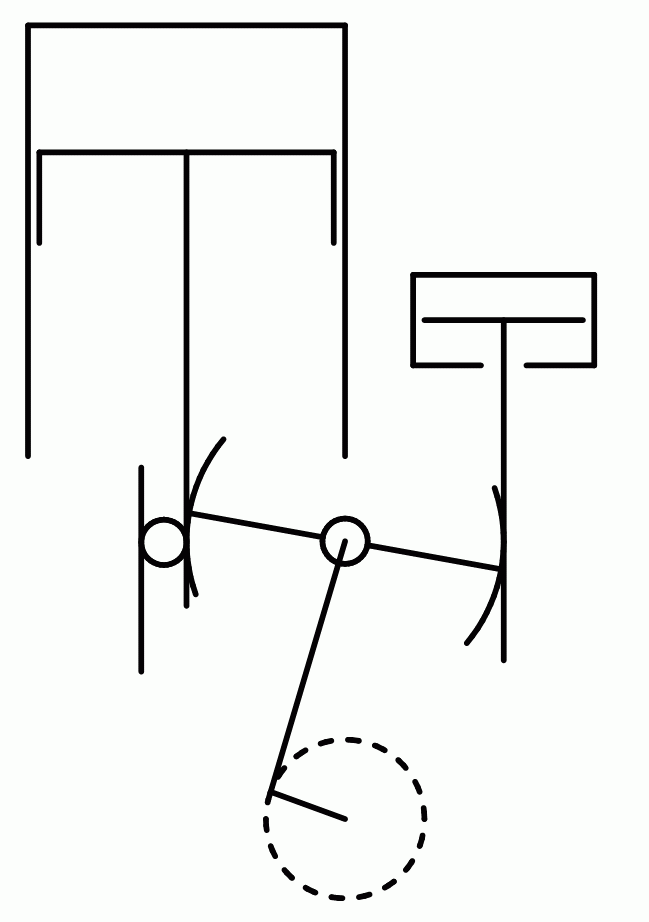
Kinematik MCE-5-System

Das Unternehmen MCE-5 Development S.A. hat ein VCR-System entwickelt, welches wie das Multi-Link-System auf einem unkonventionellen Kurbeltrieb beruht und ebenfalls eine kontinuierliche Variation des Verdichtungsverhältnisses ermöglicht. Die Kolbenkraft wird über eine Zahnstange auf ein Zahnrad übertragen, welches auf einer zweiten motorgehäusefesten Zahnstange abrollt. Die an der Drehachse des Zahnrades wirkende Kraft wird über ein Pleuel auf eine Kurbelwelle übertragen. Durch vertikale Verlagerung der kurbelgehäuseseitigen Zahnstange wird die Hubkinematik beeinflusst und mit ihr die OT-Position des Kolbens.

### Variation Abstand Zylinderkopf zu Kurbelwelle
Die VCR-Systeme dieser zweiten Gattung weisen konventionelle Kurbeltriebe auf. Die OT-Position des Kolbens wird variiert, indem der Abstand zwischen dem Zylinderkopf und der Kurbelwelle verändert wird. Die Variation des Verdichtungsverhältnisses erfolgt meist kontinuierlich.

#### Schwenkbarer Zylinderkopf
Das bereits im Jahr 2000 von Saab vorgestellte VCR-System beruht auf einer schwenkbaren Zylinderkopf-Zylinder-Einheit. Diese auch als „Monohead“ bezeichnete Baugruppe ist gegenüber dem Kurbelgehäuse drehbar gelagert und kann um 4° geschwenkt werden, wodurch der Abstand zwischen Kurbelwelle und Zylinderkopf variiert wird und infolgedessen das Verdichtungsverhältnis.

#### Verlagerbare Kurbelwelle
Das Engineering-Unternehmen FEV hat ein VCR-System entwickelt, welches auf einer exzentrisch gelagerten Kurbelwelle beruht. Die im Kurbelgehäuse drehbar gelagerten Exzenter sind zu einer torsionssteifen Einheit verbunden. Durch Verdrehen dieser Exzentereinheit kann der Abstand der Kurbelwelle zum Zylinderkopf variiert werden. Der sich dadurch zwangsläufig ergebende Achsversatz zwischen der Kurbelwelle und der Getriebeeingangswelle wird durch eine Parallelkurbelkupplung ausgeglichen.

### Variable Kurbeltriebkomponenten
Die VCR-Systeme dieser dritten Gattung basieren auf Kurbeltrieben, dessen Bauteile in ihren Geometrieabmessungen variabel sind. Diese variablen Kurbeltriebkomponenten werden anstelle der konventionellen Komponenten verbaut. Die notwendigen Anpassungen an bestehenden Motorarchitekturen sind vergleichsweise gering, so dass solche Systeme leichter in bestehende Motorarchitekturen integriert werden können.

#### Pleuel mit exzentrischer Kolbenbolzenlagerung

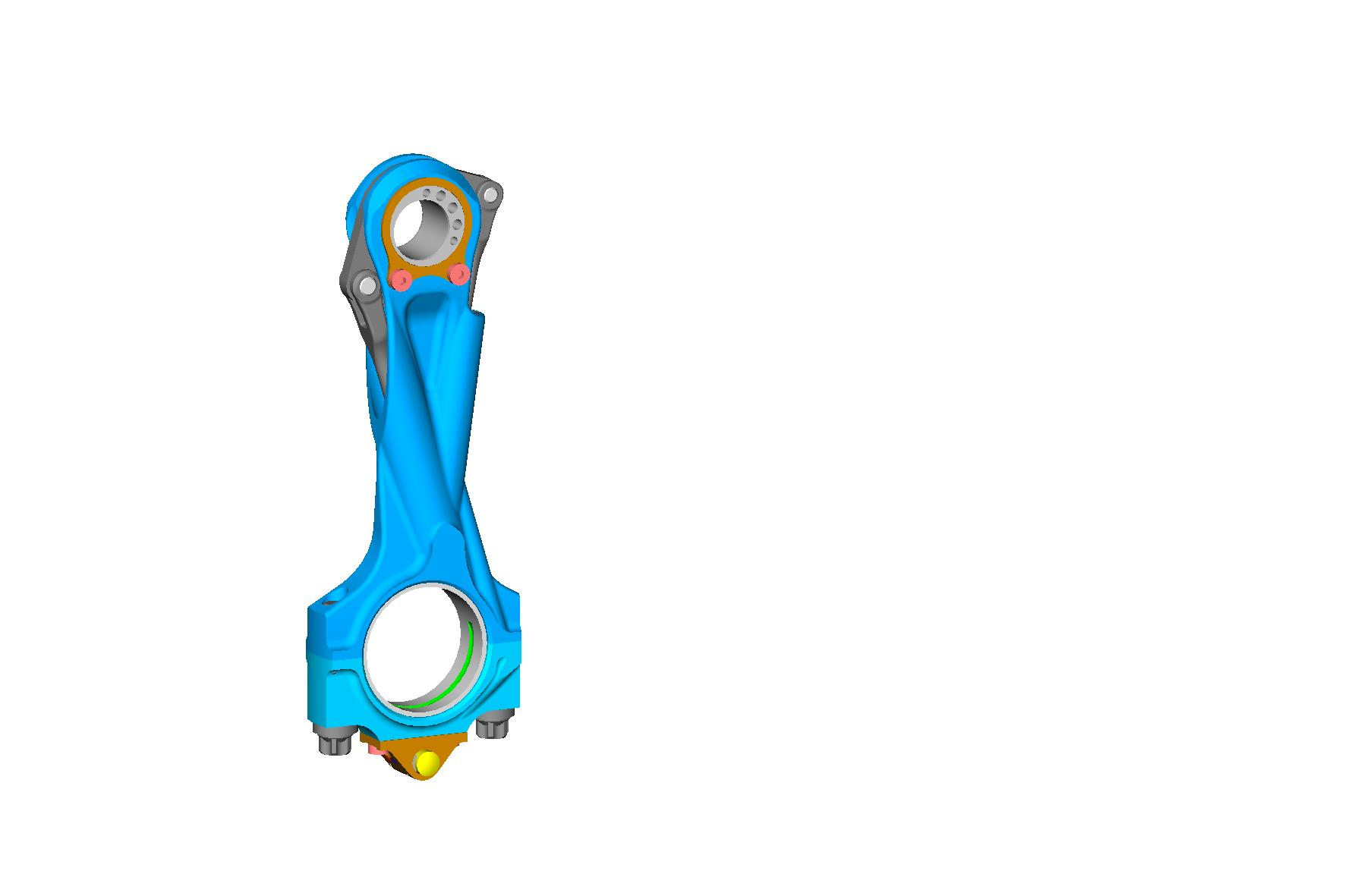
Pleuel mit exzentrischer Kolbenbolzenlagerung, System FEV

Das Engineering-Unternehmen FEV hat ein zweistufig schaltbares VCR-Pleuel entwickelt, welches zur Verstellung die am Kolbenbolzen wirkenden Gas- und Massenkräfte ausnutzt. Die Längenvariation erfolgt über eine exzentrische Lagerung des Kolbenbolzens im kleinen Pleuelauge. Die Abstützung des am Exzenter entstehenden Momentes erfolgt hydraulisch mittels zweier ölgefüllter Druckkammern. Die beiden Druckkammern können wechselseitig geöffnet und geschlossen werden, so dass sich der Exzenter nur in eine gewünschte Richtung verdrehen kann. Die Freilaufrichtung des Exzenters und damit die Verstellrichtung der Verdichtung kann über ein mechanisch oder hydraulisch betätigtes Schaltventil umgeschaltet werden. Im Jahr 2005 wurde die Funktion dieses VCR-Systems anhand von Prüfstandsversuchen erstmals nachgewiesen.
In den folgenden Jahren wurde das System an unterschiedlichen Motoren appliziert und stetig weiterentwickelt sowie auch in einem Versuchsfahrzeug getestet.

#### Teleskoppleuel
Das Engineering-Unternehmen AVL arbeitet in Kooperation mit dem Kettenhersteller Iwis an der Entwicklung eines zweistufig schaltbaren Teleskoppleuels. Der Pleuelschaft ist als doppeltwirkender Hydraulikzylinder ausgeführt. In der ausgefahrenen Stellung wird die aus dem Verbrennungsdruck resultierende Gaskraft vollumfänglich auf einem Ölvolumen abgestützt. Zur Verstellung werden die am Kolbenbolzen wirkenden Kräfte genutzt. Die Betätigung des Schaltventils erfolgt hydraulisch über Variation des am Pleuellager anliegenden Versorgungsöldruckes. Die Funktion des Systems wurde auf dem Motorenprüfstand nachgewiesen.

#### Kolben mit variabler Kompressionshöhe

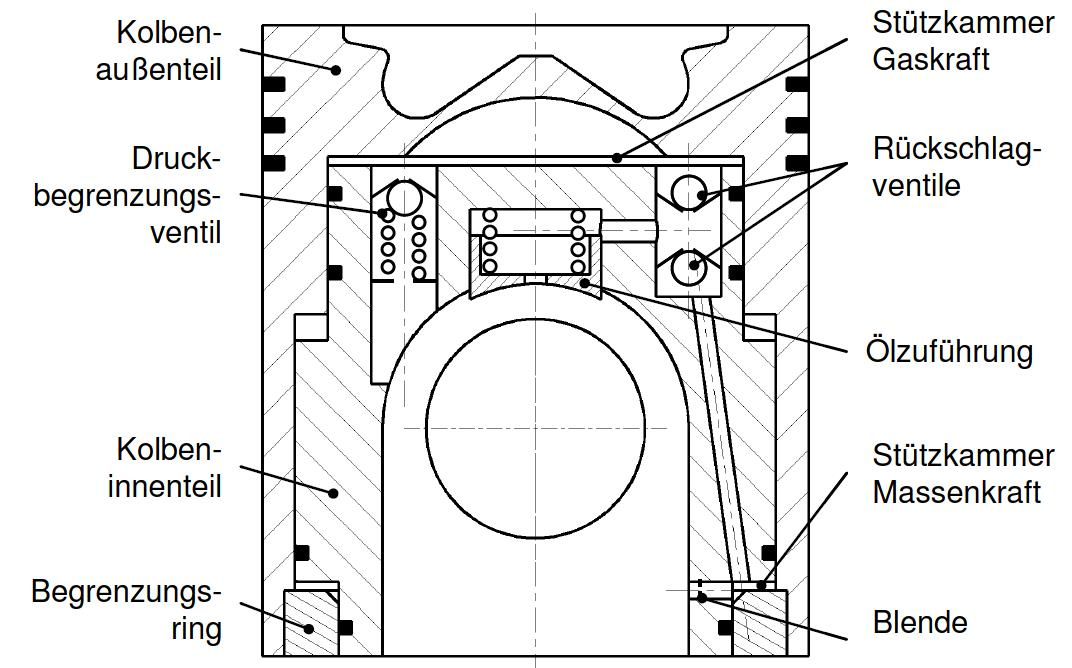
Kolben mit variabler Kompressionshöhe

Das Prinzip der Variation der Kompressionshöhe wurde in den USA bereits in den 60er-Jahren bei einem luftgekühlten 12-Zylinder-Dieselmotor eingesetzt. Die ausgeführten VCR-Kolben bestehen aus zwei Teilen, einem äußeren Kolben, welcher im Zylinderrohr geführt wird und einem inneren Teil, welcher mit dem Kolbenbolzen verbunden ist. An der oberen und unteren Stirnfläche des inneren Kolbens befinden sich Druckräume, auf denen sich die Gas- bzw. die nach oben gerichtete Massenkraft des Kolbenaußenteils abstützen kann. Die hydraulische Verschaltung der Druckräume und damit die Einstellung der Kompressionshöhe erfolgt durch verbrennungsdruckabhängig arbeitende Hydraulikventile. Die Kompressionshöhe stellt sich somit selbsttätig ein und kann nicht unabhängig vom Motorbetriebspunkt gewählt werden.
In den 80er-Jahren wurde von der Forschung der Daimler-Benz AG und des Kolbenherstellers Mahle in einem gemeinsamen Forschungsprojekt ein VCR-Kolben für PKW-Ottomotoren entwickelt.

#### Kurbelwelle mit variablem Kurbelradius

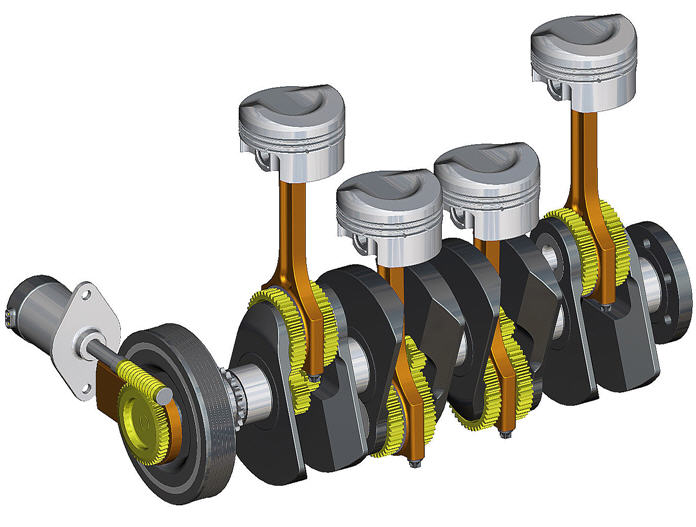
Kurbelwelle mit variablem Kurbelradius, System Gomecsys

Die niederländische Firma Gomecsys entwickelt Kurbelwellen mit variablem Kurbelradius. Bei der neuesten Ausgestaltung der Gomecsys-Kurbelwelle rotieren um jeden Hubzapfen Exzenter jeweils genau mit der halben Kurbelwellendrehzahl. Synchronisiert werden die Exzenterdrehbewegungen mit Hilfe von Zahnrädern. Über einen am freien Kurbelwellenende angebrachten elektrischen Stellmotor kann die Phasenlage der Exzenterdrehungen gegenüber der Kurbelwellendrehung stufenlos variiert werden. Dadurch ändert sich der wirksame Kurbelradius zu den Totpunktlagen des Kolbens, wodurch ein kontinuierlich variables Verdichtungsverhältnis realisiert wird. Ein weiterer Effekt dieses Prinzips ist, dass der Kompressionshub und der Expansionshub unterschiedlich lang sind, wodurch zusätzliche Wirkungsgradvorteile erschlossen werden können. Gomecsys betreibt in Kooperation mit Peugeot Versuchsfahrzeuge ausgerüstet mit dieser VCR-Technologie.